# Adler (Käse)
Adler-Schmelzkäse wurde 1922 erstmals in Wangen im Allgäu produziert und ist eine der ältesten Schmelzkäse-Marken in Deutschland. Die 1892 gegründete Käse- und Buttergroßhandlung Gebrüder Wiedemann führte unter dem Namen Adler, nach eigenen Angaben, die erste Schmelzkäsezubereitung in Deutschland ein.
Typisch sind die dreieckigen (Kreisausschnitt) Pappschachteln, in denen sich zwei in Aluminiumfolie verpackte Schmelzkäseecken befinden. Der Hersteller nennt die Schmelzkäse Adler-Edelcreme. Sie sind in den vier Geschmacksrichtungen Sahne, Kräuter, Salami und Champignons erhältlich, alle in der Rahmstufe. Käse ist darin laut Herstellerangaben zwischen 28 % und 34 % enthalten, Hauptbestandteil ist rehydrierte entrahmte Milch, dazu Butter und Sahne.
Die Marke gehört heute (2020) zu Bel Deutschland. Laut Packungsangabe wird die Schmelzkäsezubereitung für den deutschen Markt inzwischen in Polen produziert.